# Ryszard Pałka
Ryszard Eugeniusz Pałka (ur. w 1953) – polski uczony, profesor nauk technicznych, nauczyciel akademicki Zachodniopomorskiego Uniwersytetu Technologicznego w Szczecinie i prorektor tej uczelni, specjalności naukowe: elektrotechnika teoretyczna, maszyny elektryczne, nadprzewodnictwo wysokotemperaturowe, systemy elektroenergetyczne, przetwarzanie sygnałów, sterowanie i optymalizacja maszyn elektrycznych oraz systemów elektroenergetycznych, łożyskowanie nadprzewodnikowe.

## Życiorys
W 1976 ukończył na Politechnice Szczecińskiej studia na kierunku automatyka. W 1979 na podstawie rozprawy pt. Zastosowanie metody regularyzacji do rozwiązania zadań odwrotnych dla równania przewodnictwa uzyskał na Wydziale Elektrycznym Politechniki Poznańskiej stopień naukowy doktora nauk technicznych dyscyplina: elektrotechnika. W 1986 na podstawie dorobku naukowego oraz monografii pt. Synteza i identyfikacja pewnych przypadków pól stacjonarnych przy wykorzystaniu metody regularyzacji otrzymał w 1986 w Instytucie Elektrotechniki stopień doktora habilitowanego nauk technicznych dyscyplina: elektrotechnika specjalność: elektrotechnika teoretyczna. W 2009 nadano mu tytuł profesora nauk technicznych.
Został profesorem Politechniki Szczecińskiej, przekształconej w Zachodniopomorski Uniwersytet Technologiczny w Szczecinie, kierownikiem Katedry Elektroenergetyki i Napędów Elektrycznych w Wydziale Elektrycznym. Był prodziekanem tego wydziału oraz prorektorem ZUT.
Wszedł w skład Komitetu Elektrotechniki Polskiej Akademii Nauk. Został wiceprezesem Societas Humboldtiana Polonorum.
W 2019 został członkiem Rady Doskonałości Naukowej I kadencji reprezentującym dyscyplinę automatyka, elektronika i elektrotechnika.